# Octaviania tasmanica
Octaviania tasmanica är en svampart som först beskrevs av Kalchbr. ex Massee, och fick sitt nu gällande namn av Lloyd 1922. Octaviania tasmanica ingår i släktet Octaviania och familjen Boletaceae.   Inga underarter finns listade i Catalogue of Life.